# De Plantis Labradoricis libri tres
De Plantis Labradoricis libri tres (abreviado Pl. Labrador.) es un libro con ilustraciones y descripciones botánicas que fue escrito por el botánico y médico alemán Ernst Heinrich Friedrich Meyer y publicado en el año 1830.